# Jerzy Popławski
Jerzy Popławski, né le 1er octobre 1919 à Model en Pologne et mort le 21 juin 2004 à Buenos Aires, est un pilote de chasse polonais, as des forces armées polonaises de la Seconde Guerre mondiale, titulaire des cinq victoires homologuées.

## Biographie
Jerzy Popławski termine l'école des cadets officiers de la force aérienne à Dęblin.
En septembre 1939, il arrive en France via la Roumanie. Le 26 janvier 1940 il gagne l'Angleterre. Le 10 septembre de la même année il reçoit son affectation au 111 RAF Squadron, seize jours plus tard il intègre le 229 RAF Squadron. Le 6 novembre 1940 il est blessé dans un accident à l'atterrissage. Le 16 mars 1941 il incorpore la 308e escadrille de chasse polonaise au sein de laquelle il remporte sa première victoire, le 4 septembre 1941. Le 30 avril 1942 il devient le commandant de son unité. Le 1er septembre 1942 il devient instructeur au 58 OTU (Operational Training Unit). Entre le 17 avril 1943 et le 15 février 1944 il commande la 315e escadrille de chasse polonaise.
Après la guerre, il émigre en Argentine où il meurt le 21 juin 2004 à Buenos Aires.

## Tableau de chasse
| Date       | Appareil(s) abattu(s) |
| ---------- | --------------------- |
| 04/09/1941 | Messerschmitt Bf 109  |
| 16/09/1941 | Messerschmitt Bf 109  |
| 21/09/1941 | Messerschmitt Bf 109  |
| 27/09/1941 | Messerschmitt Bf 109  |
| 13/10/1941 | Messerschmitt Bf 109  |

## Décorations
- Ordre militaire de Virtuti Militari
- La croix de la Valeur Krzyż Walecznych - 3 fois
- Distinguished Flying Cross - britannique